# Jennifer Lopez: All I Have
Jennifer Lopez: All I Have è stato il primo residency show della cantante statunitense Jennifer Lopez. 
Si è svolto allo Zappos Theatre, presso il Planet Hollywood di Las Vegas, dal 20 gennaio 2016 e al 29 settembre 2018.

## Annuncio
Il residency venne inizialmente annunciato nell'ottobre del 2014 e ufficialmente confermato nel maggio del 2015. A riguardo dello show, Jennifer Lopez disse "Mescola tutto ciò che io e i miei fan amiamo". 
La cantante rivelò il nome del residency durante l'iHeartRadio Music Festival del 2015

## Scaletta
Jennifer Lopez ha eseguito in tutto 22 brani, tra quelli del suo repertorio e alcune cover:
1. If You Had My Love
2. Love Don't Cost a Thing
3. Got A Lot of Livin' to Do
4. Get Right
5. I'm Real (Murder Remix)
6. Feelin' So Good
7. Jenny from the Block
8. I'm Into You
9. Girls (contiene elementi di If You Had My Love)
10. Booty (contiene elementi di Hotline Bling di Drake)
11. Feel the Light
12. I Hope You Dance
13. Ain't Your Mama
14. Very Special
15. All I Have
16. Hold It Don't Drop It
17. Quimbara
18. Let's Get Loud
19. Waiting for Tonight
20. Dance Again
21. On the Floor

## Date
| Data              | Biglietti venduti/Biglietti disponibili | Incasso     |
| Prima Tappa       | Prima Tappa                             | Prima Tappa |
| ----------------- | --------------------------------------- | ----------- |
| 20 gennaio 2016   | 43.576 / 43.576                         | $8.831.592  |
| 22 gennaio 2016   | 43.576 / 43.576                         | $8.831.592  |
| 23 gennaio 2016   | 43.576 / 43.576                         | $8.831.592  |
| 27 gennaio 2016   | 43.576 / 43.576                         | $8.831.592  |
| 29 gennaio 2016   | 43.576 / 43.576                         | $8.831.592  |
| 3 febbraio 2016   | 43.576 / 43.576                         | $8.831.592  |
| 5 febbraio 2016   | 43.576 / 43.576                         | $8.831.592  |
| 6 febbraio 2016   | 43.576 / 43.576                         | $8.831.592  |
| 9 febbraio 2016   | 43.576 / 43.576                         | $8.831.592  |
| Seconda Tappa     |                                         |             |
| 22 maggio 2016    | 52.488 / 52.589                         | $11.518.415 |
| 25 maggio 2016    | 52.488 / 52.589                         | $11.518.415 |
| 27 maggio 2016    | 52.488 / 52.589                         | $11.518.415 |
| 28 maggio 2016    | 52.488 / 52.589                         | $11.518.415 |
| 29 maggio 2016    | 52.488 / 52.589                         | $11.518.415 |
| 1 giugno 2016     | 52.488 / 52.589                         | $11.518.415 |
| 3 giugno 2016     | 52.488 / 52.589                         | $11.518.415 |
| 4 giugno 2016     | 52.488 / 52.589                         | $11.518.415 |
| 8 giugno 2016     | 52.488 / 52.589                         | $11.518.415 |
| 10 giugno 2016    | 52.488 / 52.589                         | $11.518.415 |
| 11 giugno 2016    | 52.488 / 52.589                         | $11.518.415 |
| 12 giugno 2016    | 52.488 / 52.589                         | $11.518.415 |
| Terza Tappa       |                                         |             |
| 20 luglio 2016    | 51.338 / 53.949                         | $10.324.156 |
| 22 luglio 2016    | 51.338 / 53.949                         | $10.324.156 |
| 23 luglio 2016    | 51.338 / 53.949                         | $10.324.156 |
| 27 luglio 2016    | 51.338 / 53.949                         | $10.324.156 |
| 29 luglio 2016    | 51.338 / 53.949                         | $10.324.156 |
| 30 luglio 2016    | 51.338 / 53.949                         | $10.324.156 |
| 3 agosto 2016     | 51.338 / 53.949                         | $10.324.156 |
| 5 agosto 2016     | 51.338 / 53.949                         | $10.324.156 |
| 6 agosto 2016     | 51.338 / 53.949                         | $10.324.156 |
| 10 agosto 2016    | 51.338 / 53.949                         | $10.324.156 |
| 12 agosto 2016    | 51.338 / 53.949                         | $10.324.156 |
| 13 agosto 2016    | 51.338 / 53.949                         | $10.324.156 |
| Quarta Tappa      |                                         |             |
| 9 dicembre 2016   | 20.408 / 22.332                         | $4.229.985  |
| 10 dicembre 2016  | 20.408 / 22.332                         | $4.229.985  |
| 13 dicembre 2016  | 20.408 / 22.332                         | $4.229.985  |
| 16 dicembre 2016  | 20.408 / 22.332                         | $4.229.985  |
| 17 dicembre 2016  | 20.408 / 22.332                         | $4.229.985  |
| Quinta Tappa      |                                         |             |
| 8 febbraio 2017   | 36.958 / 39.653                         | $7.275.365  |
| 10 febbraio 2017  | 36.958 / 39.653                         | $7.275.365  |
| 11 febbraio 2017  | 36.958 / 39.653                         | $7.275.365  |
| 14 febbraio 2017  | 36.958 / 39.653                         | $7.275.365  |
| 17 febbraio 2017  | 36.958 / 39.653                         | $7.275.365  |
| 18 febbraio 2017  | 36.958 / 39.653                         | $7.275.365  |
| 21 febbraio 2017  | 36.958 / 39.653                         | $7.275.365  |
| 24 febbraio 2017  | 36.958 / 39.653                         | $7.275.365  |
| 25 febbraio 2017  | 36.958 / 39.653                         | $7.275.365  |
| Sesta Tappa       |                                         |             |
| 24 maggio 2017    | 43.040 / 47.973                         | $8.342.437  |
| 26 maggio 2017    | 43.040 / 47.973                         | $8.342.437  |
| 27 maggio 2017    | 43.040 / 47.973                         | $8.342.437  |
| 28 maggio 2017    | 43.040 / 47.973                         | $8.342.437  |
| 31 maggio 2017    | 43.040 / 47.973                         | $8.342.437  |
| 2 giugno 2017     | 43.040 / 47.973                         | $8.342.437  |
| 3 giugno 2017     | 43.040 / 47.973                         | $8.342.437  |
| 7 giugno 2017     | 43.040 / 47.973                         | $8.342.437  |
| 9 giugno 2017     | 43.040 / 47.973                         | $8.342.437  |
| 10 giugno 2017    | 43.040 / 47.973                         | $8.342.437  |
| 11 giugno 2017    | 43.040 / 47.973                         | $8.342.437  |
| Settima Tappa     |                                         |             |
| 6 settembre 2017  | 36.796 / 39.701                         | $7.459.287  |
| 8 settembre 2017  | 36.796 / 39.701                         | $7.459.287  |
| 9 settembre 2017  | 36.796 / 39.701                         | $7.459.287  |
| 13 settembre 2017 | 36.796 / 39.701                         | $7.459.287  |
| 15 settembre 2017 | 36.796 / 39.701                         | $7.459.287  |
| 16 settembre 2017 | 36.796 / 39.701                         | $7.459.287  |
| 20 settembre 2017 | 36.796 / 39.701                         | $7.459.287  |
| 22 settembre 2017 | 36.796 / 39.701                         | $7.459.287  |
| 23 settembre 2017 | 36.796 / 39.701                         | $7.459.287  |
| 27 settembre 2017 | 11.408 / 12.652                         | $2.158.041  |
| 29 settembre 2017 | 11.408 / 12.652                         | $2.158.041  |
| 30 settembre 2017 | 11.408 / 12.652                         | $2.158.041  |
| Ottava Tappa      |                                         |             |
| 21 febbraio 2018  | 8.574 / 9.007                           | $1.689.417  |
| 28 febbraio 2018  | 8.574 / 9.007                           | $1.689.417  |
| 2 marzo 2018      | 24.473 / 26.249                         | $4.677.007  |
| 3 marzo 2018      | 24.473 / 26.249                         | $4.677.007  |
| 24 marzo 2018     | 24.473 / 26.249                         | $4.677.007  |
| 28 marzo 2018     | 24.473 / 26.249                         | $4.677.007  |
| 30 marzo 2018     | 24.473 / 26.249                         | $4.677.007  |
| 31 marzo 2018     | 24.473 / 26.249                         | $4.677.007  |
| 4 aprile 2018     | 34.786 / 41.305                         | $6.292.505  |
| 6 aprile 2018     | 34.786 / 41.305                         | $6.292.505  |
| 7 aprile 2018     | 34.786 / 41.305                         | $6.292.505  |
| 10 aprile 2018    | 34.786 / 41.305                         | $6.292.505  |
| 11 aprile 2018    | 34.786 / 41.305                         | $6.292.505  |
| 13 aprile 2018    | 34.786 / 41.305                         | $6.292.505  |
| 14 aprile 2018    | 34.786 / 41.305                         | $6.292.505  |
| 17 aprile 2018    | 34.786 / 41.305                         | $6.292.505  |
| 18 aprile 2018    | 34.786 / 41.305                         | $6.292.505  |
| 20 aprile 2018    | 34.786 / 41.305                         | $6.292.505  |
| 21 aprile 2018    | 34.786 / 41.305                         | $6.292.505  |
| Nona Tappa        |                                         |             |
| 16 maggio 2018    | 32.753 / 39.901                         | $6.194.547  |
| 18 maggio 2018    | 32.753 / 39.901                         | $6.194.547  |
| 19 maggio 2018    | 32.753 / 39.901                         | $6.194.547  |
| 22 maggio 2018    | 32.753 / 39.901                         | $6.194.547  |
| 25 maggio 2018    | 32.753 / 39.901                         | $6.194.547  |
| 26 maggio 2018    | 32.753 / 39.901                         | $6.194.547  |
| 27 maggio 2018    | 32.753 / 39.901                         | $6.194.547  |
| 30 maggio 2018    | 32.753 / 39.901                         | $6.194.547  |
| 1 giugno 2018     | 32.753 / 39.901                         | $6.194.547  |
| 2 giugno 2018     | 32.753 / 39.901                         | $6.194.547  |
| 6 giugno 2018     | 21.478 / 24.463                         | $4.108.431  |
| 8 giugno 2018     | 21.478 / 24.463                         | $4.108.431  |
| 9 giugno 2018     | 21.478 / 24.463                         | $4.108.431  |
| 13 giugno 2018    | 21.478 / 24.463                         | $4.108.431  |
| 15 giugno 2018    | 21.478 / 24.463                         | $4.108.431  |
| 16 giugno 2018    | 21.478 / 24.463                         | $4.108.431  |
| Decima Tappa      |                                         |             |
| 2 settembre 2018  | 17.860 / 18.905                         | $3.773.203  |
| 5 settembre 2018  | 17.860 / 18.905                         | $3.773.203  |
| 7 settembre 2018  | 17.860 / 18.905                         | $3.773.203  |
| 8 settembre 2018  | 17.860 / 18.905                         | $3.773.203  |
| 12 settembre 2018 | 12.419 / 12.946                         | $2.576.956  |
| 14 settembre 2018 | 12.419 / 12.946                         | $2.576.956  |
| 15 settembre 2018 | 12.419 / 12.946                         | $2.576.956  |
| 16 settembre 2018 | 18.959 / 19.076                         | $4.274.801  |
| 19 settembre 2018 | 18.959 / 19.076                         | $4.274.801  |
| 21 settembre 2018 | 18.959 / 19.076                         | $4.274.801  |
| 22 settembre 2018 | 18.959 / 19.076                         | $4.274.801  |
| 25 settembre 2018 | 19.989 / 20.030                         | $4.428.356  |
| 26 settembre 2018 | 19.989 / 20.030                         | $4.428.356  |
| 28 settembre 2018 | 19.989 / 20.030                         | $4.428.356  |
| 29 settembre 2018 | 19.989 / 20.030                         | $4.428.356  |
| Totale            | 487.303 / 525.307 (93%)                 | $98.504.151 |

## Cancellazioni
| Data           | Causa               |
| -------------- | ------------------- |
| 4 ottobre 2017 | Strage di Las Vegas |
| 6 ottobre 2017 | Strage di Las Vegas |
| 7 ottobre 2017 | Strage di Las Vegas |